# Schüsse in Batasi
Schüsse in Batasi (Originaltitel: Guns at Batasi) ist ein britischer Kriegsfilm von John Guillermin aus dem Jahr 1964. Das Drehbuch basiert auf dem Roman The Siege of Battersea von Robert Holles. Die Premiere des Films erfolgte im September 1964 in London. In Deutschland erschien er erstmals am 30. Oktober 1964.

## Handlung
Als es in der gerade unabhängig gewordenen afrikanischen Republik Batasi zu Unruhen kommt, soll der britische Colonel Deal dafür sorgen, dass das gesamte Militärpersonal der ehemaligen Kolonialmacht in den Quartieren bleibt. Zudem soll er sein Kommando über das britisch-afrikanisch gemischte Regiment an den einheimischen Offizier Captain Abraham übergeben. Als Deal in die Hauptstadt der Republik reist, wird Abraham von seinem Stellvertreter Leutnant Boniface unter Arrest gestellt. Im Namen der Rebellen übernimmt er das Kommando über das Regiment.
Durch die Unruhen sind der britische Soldat Wilkes und die schwedische UNO-Mitarbeiterin Karen Eriksson am Flughafen eingeschlossen. Sie suchen die Offiziersmesse auf, die von Sergeant Major Lauderdale geleitet wird, der der Gastgeber von Miss Barker-Wise ist, einer Politikerin des linken Flügels, die auf einer Informationsreise ist. Zur gleichen Zeit kann Captain Abraham seinen Wachen entkommen und erreicht schwer verletzt die Messe. Lauderdale weigert sich, Abraham an die Rebellen auszuliefern, trotz der Proteste von Miss Barker-Wise, die den Rebellenführer Boniface unterstützt. Boniface droht mit der Zerstörung der Messe, sollte Abraham nicht ausgeliefert werden.
Colonel Deal kehrt aus der Hauptstadt zurück und erkennt die Ausmaße und den Erfolg der Rebellion. Zudem erfährt er von der Anerkennung der neuen Regierung durch die Briten. Wilkes und Lauderdale können die Kanonen, die auf die Messe gerichtet sind, zerstören. Boniface, mittlerweile Colonel, verweist daraufhin Lauderdale des Landes, der gerne das unruhige Land verlässt.

## Hintergrund
Der weltweite Vertrieb des Films brachte ca. 1,8 Millionen US-Dollar ein. Die Rolle der Schwedin Karen Eriksson sollte Britt Ekland spielen. Sie wurde in letzter Minute durch Mia Farrow ersetzt.

## Kritiken
Das Lexikon des internationalen Films bewertete den Film zwiespältig: „Zwar ist der Film gut gemacht und spannend, aber er glorifiziert das Berufssoldatentum in einer Durchhaltestory, die von rassistischen Untertönen durchsetzt ist.“ Die Variety lobte die „stramme und spannende Arbeit“ und auch das „gut entwickelte Drehbuch“ fand Anklang, ebenso wie die „durchweg exzellenten“ Leistungen der Darsteller.

## Auszeichnungen
Richard Attenborough erhielt für seine Rolle 1965 den BAFTA Award in der Kategorie Bester britischer Darsteller. Zudem waren Maurice Cater für das Beste Szenenbild und Douglas Slocombe für die Beste Kamera/Schwarzweiß nominiert.